# Пеннал 19
Пеннал 19 (англ. Pennal 19) — індіанська резервація в Канаді, у провінції Нова Шотландія, у межах графства Луненбург.

## Населення
За даними перепису 2016 року, індіанська резервація нараховувала 27 осіб, показавши зростання на 22,7%, порівняно з 2011-м роком. Середня густина населення становила 60,8 осіб/км².

## Клімат
Середня річна температура становить 5,9°C, середня максимальна – 22,2°C, а середня мінімальна – -12°C. Середня річна кількість опадів – 1 366 мм.
| Клімат поселення                              | Клімат поселення | Клімат поселення | Клімат поселення | Клімат поселення | Клімат поселення | Клімат поселення | Клімат поселення | Клімат поселення | Клімат поселення | Клімат поселення | Клімат поселення | Клімат поселення | Клімат поселення |
| Показник                                      | Січ.             | Лют.             | Бер.             | Квіт.            | Трав.            | Черв.            | Лип.             | Серп.            | Вер.             | Жовт.            | Лист.            | Груд.            |                  |
| Середній максимум, °C                         | −0,7             | −0,42            | 3,92             | 9,13             | 15,47            | 20,44            | 22,22            | 21,90            | 17,52            | 12,10            | 6,89             | 0,69             |                  |
| Середня температура, °C                       | −6,35            | −6,09            | −1,75            | 3,46             | 9,78             | 14,78            | 18,19            | 17,86            | 13,48            | 8,07             | 2,87             | −3,33            |                  |
| Середній мінімум, °C                          | −12,02           | −11,76           | −7,42            | −2,21            | 4,12             | 9,11             | 14,15            | 13,82            | 9,44             | 4,03             | −1,17            | −7,38            |                  |
| Норма опадів, мм                              | 135              | 111              | 130              | 106              | 107              | 92               | 89               | 88               | 110              | 118              | 145              | 135              |                  |
| Середньомісячна швидкість вітру, м/с          | 3.66             | 3.72             | 3.82             | 3.71             | 3.30             | 2.97             | 2.66             | 2.60             | 2.80             | 3.20             | 3.39             | 3.66             |                  |
| Середньомісячна сонячна радіація, кДж/м²·день | 5057             | 8199             | 12043            | 15023            | 18087            | 20350            | 20131            | 17909            | 13644            | 8770             | 5092             | 3918             |                  |
| --------------------------------------------- | ---------------- | ---------------- | ---------------- | ---------------- | ---------------- | ---------------- | ---------------- | ---------------- | ---------------- | ---------------- | ---------------- | ---------------- | ---------------- |
| Джерело:                                      |                  |                  |                  |                  |                  |                  |                  |                  |                  |                  |                  |                  |                  |